# 15897 Beňačková
(15897) Beňačková, denumire internațională (15897) Benackova, este un asteroid din centura principală de asteroizi.

## Descriere
15897 Beňačková este un asteroid din centura principală de asteroizi. A fost descoperit pe 10 august 1997 la Observatorul din Ondřejov de Petr Pravec. Asteroidul prezintă o orbită caracterizată de o semiaxă mare de 2,15 ua, o excentricitate de 0,10 și o înclinație de 2,5° în raport cu ecliptica.